# Shen Kuo
Shen Kuo, född 1031, död 1095, var ett kinesiskt universalgeni, bland annat sysselsatt som vetenskapsman och politiker. Shen Kuo är framför allt känd som den första i historien som beskrev en kompass. Han ledde astronomidepartementet vid Songhovet och gjorde flera förbättringar av astronomiska instrument, som gnomon och armillarsfären.